# Gaius Passenius Paulus
Gaius Passenius Paulus war ein im 2. Jahrhundert n. Chr. lebender Angehöriger des römischen Ritterstandes (Eques).
Durch ein Militärdiplom, das auf den 11. Oktober 146 datiert ist, ist belegt, dass Paulus 146 Kommandeur der Cohors I Germanorum war, die zu diesem Zeitpunkt in der Provinz Moesia inferior stationiert war.
Paulus stammte aus Asisium, dem heutigen Assisi. Wahrscheinlich bestand eine verwandtschaftliche Beziehung zu dem aus einer Inschrift bekannten Gaius Passennus Paullus Propertius Blaesus; Passenius Paulus war möglicherweise der Sohn oder Enkel von Propertius Blaesus.